# Буба (город)
Буба (порт. Buba) — крупнейший город на юге Гвинеи-Бисау, административный центр континентального округа Кинара. Расположен на реке Рио-Гранде-де-Буба, недалеко от национального парка Контаньес. Население составляет 6815 человек (перепись 2008 г.).

## История
Во время своего президентства бывший президент Гвинеи-Бисау Кумба Яла планировал перенести столицу в Бубу. От этих планов отказались после того, как он был свергнут в результате государственного переворота. Ведется строительство глубоководного порта, способного одновременно принимать три 70-тонных судна. Строительство осуществляет компания Angola Bauxite для экспорта бокситов.
Португальцы построили военный лагерь в Бубе, который вскоре после обретения независимости использовался в качестве штаб-квартиры голландского проекта иностранной помощи, направленного на обеспечение деревень Кинара и Томбали безопасной питьевой водой. Строительство фанерного завода через Шведскую иностранную помощь в 1982 году стимулировало экономику и рост Бубы, поскольку на нём был установлен паровой двигатель, который производил достаточно электроэнергии для снабжения всего города.

Порт Буба
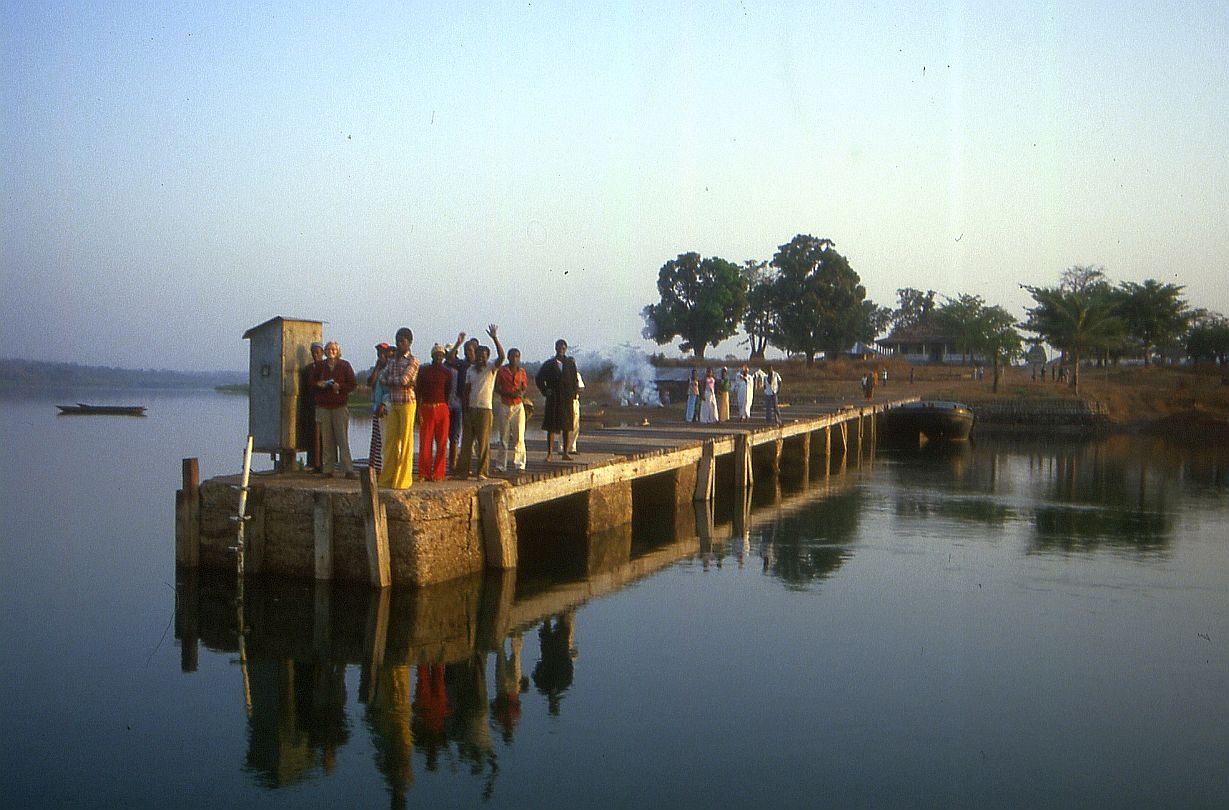
Вид с воды, 1980 год.
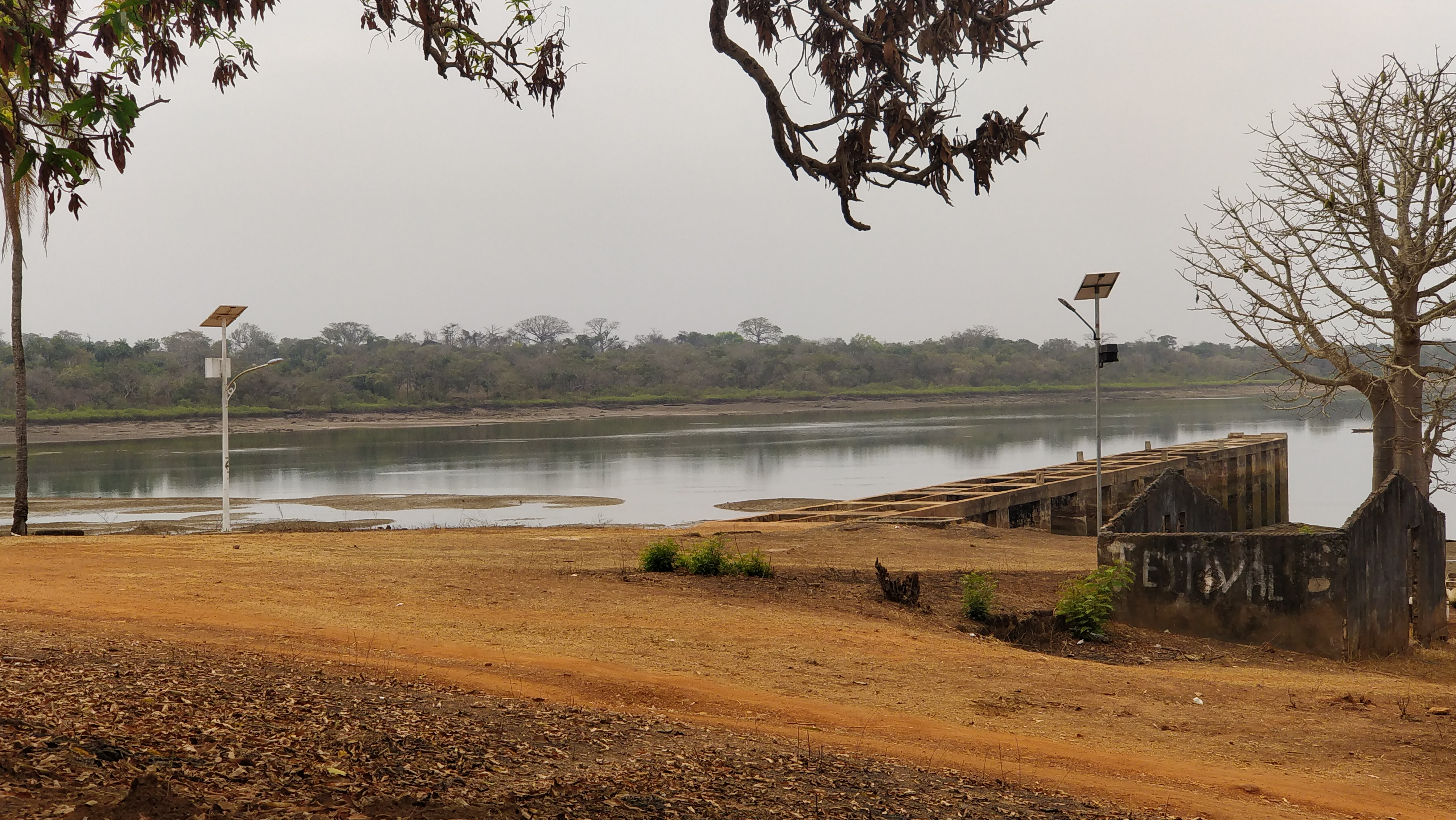
Вид с суши, 2019 году.